# نينوفر أصغر
نينوفر أصغر أو نوفار أصغر (الاسم العلمي:Nuphar minor) هو نوع غير مؤكد من النباتات يتبع جنس النينوفر من الفصيلة النيلوفرية.